# Quincy (Kalifornia)
Quincy – jednostka osadnicza (census-designated place), ośrodek administracyjny hrabstwa Plumas, w północnej części stanu Kalifornia, w Stanach Zjednoczonych. W 2010 roku miejscowość liczyła 1728 mieszkańców.
W miejscowości znajduje się muzeum historii hrabstwa Plumas.